# Bernhard Rössner
Bernhard Rössner, född 1947, är en tysk före detta medlem av Röda armé-fraktionen.
Som medlem av Kommando Holger Meins deltog Rössner i ockupationen av den västtyska ambassaden i Stockholm den 24 april 1975. Rössner satt i fängelset i 17 år, till 1994 för ockupationen.